# Liste der Kulturdenkmäler in Hilst
In der Liste der Kulturdenkmäler in Hilst sind alle Kulturdenkmäler der rheinland-pfälzischen Ortsgemeinde Hilst aufgeführt. Grundlage ist die Denkmalliste des Landes Rheinland-Pfalz (Stand: 31. August 2023).

## Einzeldenkmäler
| Bezeichnung         | Lage                                                           | Baujahr   | Beschreibung                                            | Bild                           |
| ------------------- | -------------------------------------------------------------- | --------- | ------------------------------------------------------- | ------------------------------ |
| Friedhofskreuz      | Friedhofstraße, auf dem Friedhof Lage                          | 1888      | Friedhofskreuz, bezeichnet 1888                         | weitere Bilder Fotos hochladen |
| Kriegerdenkmal      | Friedhofstraße, auf dem Friedhof Lage                          |           | Kriegerdenkmal des Ersten und Zweiten Weltkriegs        | weitere Bilder Fotos hochladen |
| Katholische Kirche  | Hauptstraße 2 Lage                                             | 1930–1933 | Saalbau, 1930–1933                                      | weitere Bilder Fotos hochladen |
| Wegekreuz           | Hauptstraße, bei Nr. 2 Lage                                    | 1789      | Wegekreuz, Typus der Lothringer Kreuze, bezeichnet 1789 | weitere Bilder Fotos hochladen |
| Evangelische Kirche | Hauptstraße 24 Lage                                            | 1932      | Saalbau, 1932                                           | weitere Bilder Fotos hochladen |
| Wegekreuz           | Obere Straße, am südlichen Ende Lage                           | 1896      | Wegekreuz, Sockelkreuz, bezeichnet 1896                 | Fotos hochladen                |
| Wegekreuz           | Untere Straße, bei Nr. 22 Lage                                 |           | Wegekreuz                                               | Fotos hochladen                |
| Dellbrunnen         | westlich des Ortes in Verlängerung der Dellbrunner Straße Lage |           | zwei große Sandsteinbecken                              | Fotos hochladen                |
| Waschbrunnen        | westlich des Ortes; Flur In der Hilstbach Lage                 |           | gemauerte Quellfassung und Sandsteinbecken              | Fotos hochladen                |